# Памятник Э. И. Тотлебену
Памятник Э. И. Тотлебену установлен на Историческом бульваре Севастополя в честь выдающегося военного инженера Эдуарда Ивановича Тотлебена, который возглавлял инженерную оборону Севастополя во время Крымской войны.
Памятник был установлен в 1909 году. Авторы памятника: художник-любитель, генерал Александр Александрович Бильдерлинг и скульптор Иван Николаевич Шредер.

## Описание
В центре памятника находится пилон, который стоит на массивном стилобате. Наверху пилона установлена скульптура Эдуарда Ивановича Тотлебена. На стилобате вокруг пилона установлены скульптуры воинов из шести различных родов войск: сапёр в подземной галерее; матрос-артиллерист; атакующие солдаты.

На обратной стороне памятника укреплена карта на которую нанесены укрепления Севастополя. Карта выполнена из бронзы. Также на обратной стороне памятника укреплён картуш с текстом, рассказывающем о награждении Тотлебена орденом Святого Георгия 3 степени: 
Генералъ-адъютантъ
графъ Эдуардъ Ивановичъ Тотлебенъ
"Въ воздаяніе примѣрныхъ трудовъ по возведенію севастопольскихъ укрѣпленій, составляющихъ образецъ инженернаго искусства, и въ награду за блистательную храбрость при отраженіи штурма, награжденъ орденом св. Георгія 3-й ст."
В основании памятника надпись «Оборона Севастополя 1854—1855».
Высота памятника составляет 13,75 метра. Все скульптуры изготовлены из бронзы. Постамент изготовлен из серого гранита.

## История памятника
Во время обороны Севастополя (1941—1942) взрывной волной (или снарядом) у памятника оторвало голову (фотографию памятника без головы можно видеть в экспозиции, развёрнутой в Панораме "Оборона Севастополя"). Памятник и его состояние крупным планом также показано в фильме Битва за Севастополь (1944). В 1945 году памятник был восстановлен, работами руководил скульптор Л. М. Писаревский.

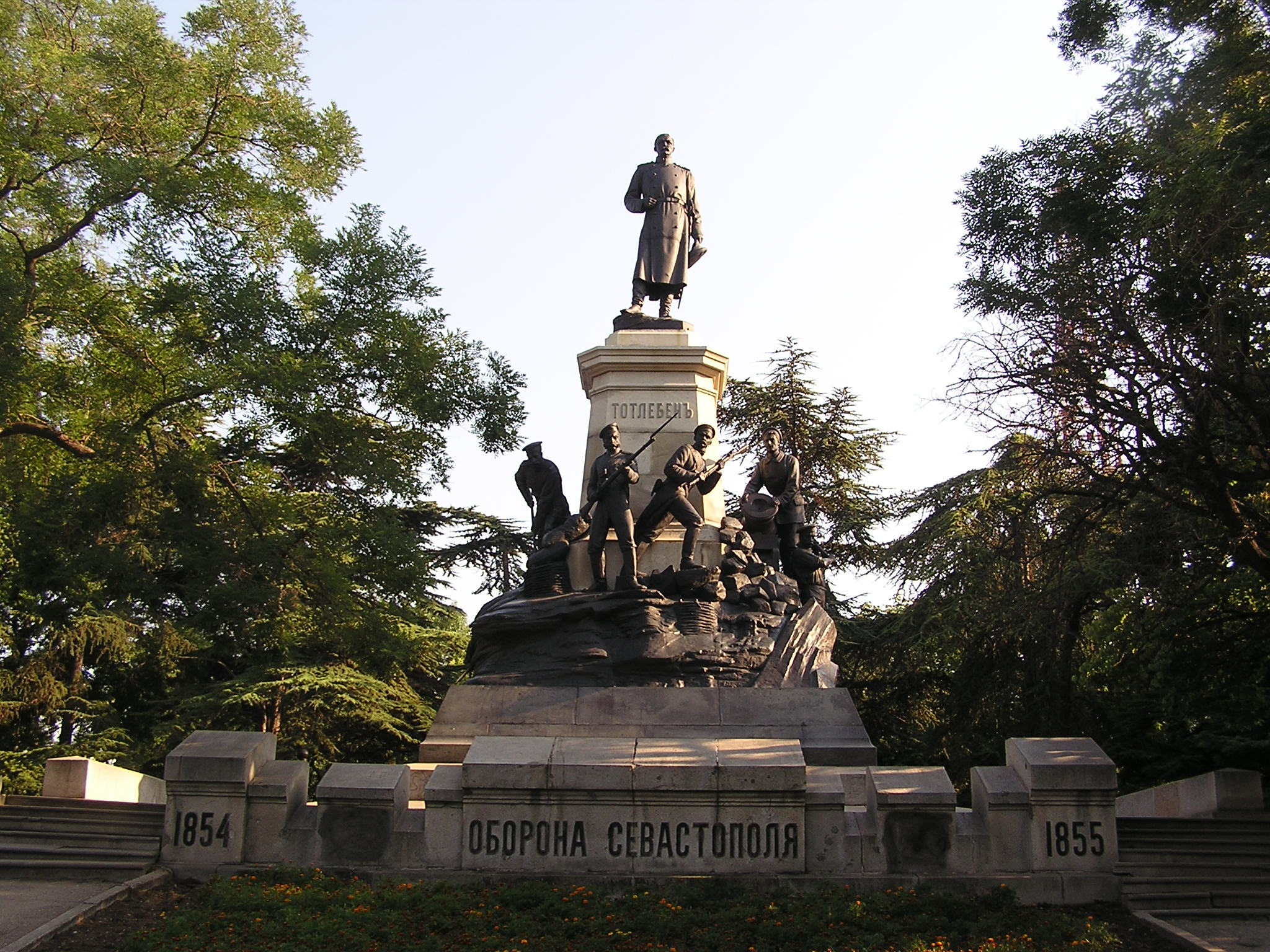
Общий вид памятника
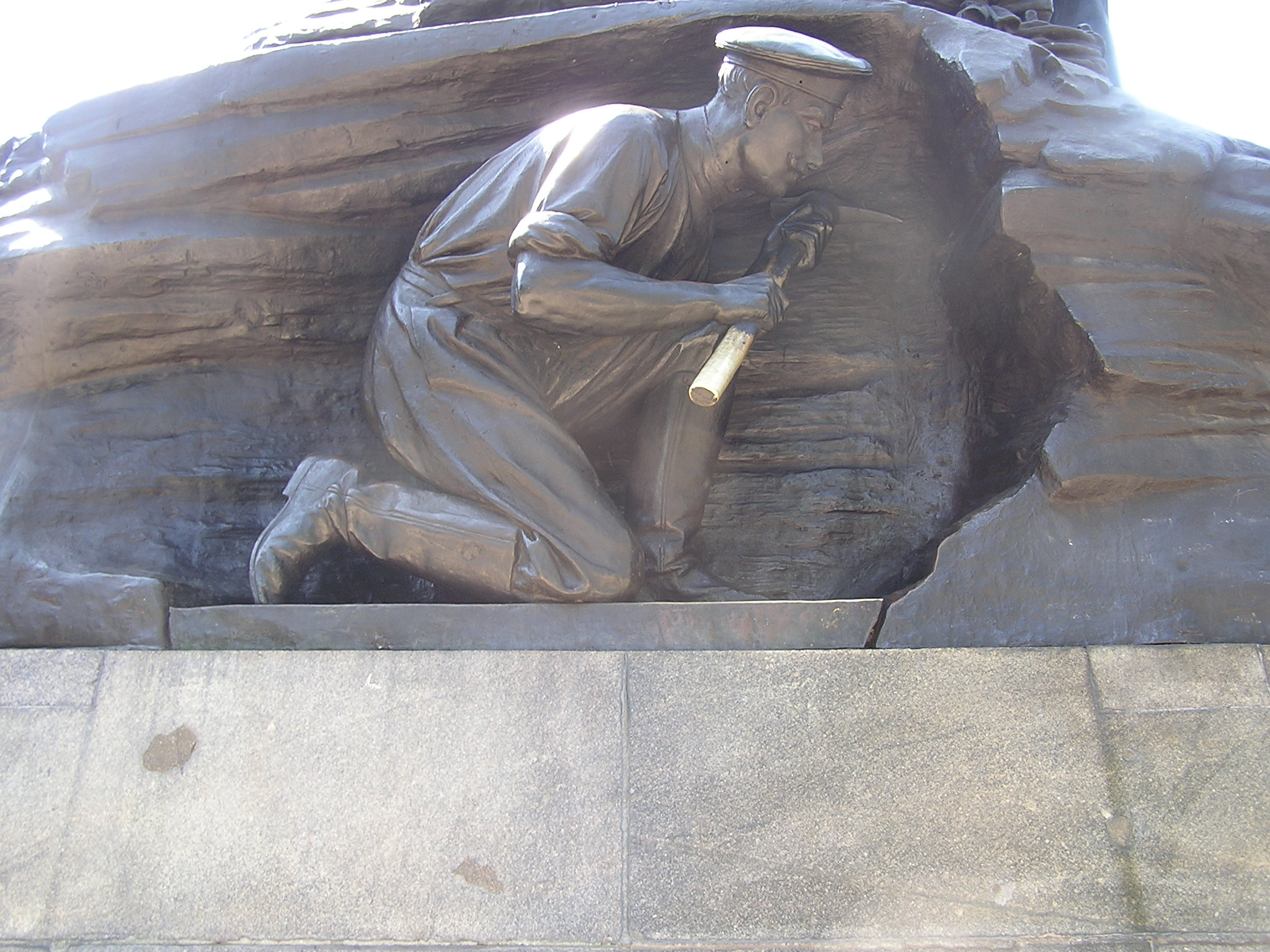
Сапёр, сооружающий подземную контрминную галерею
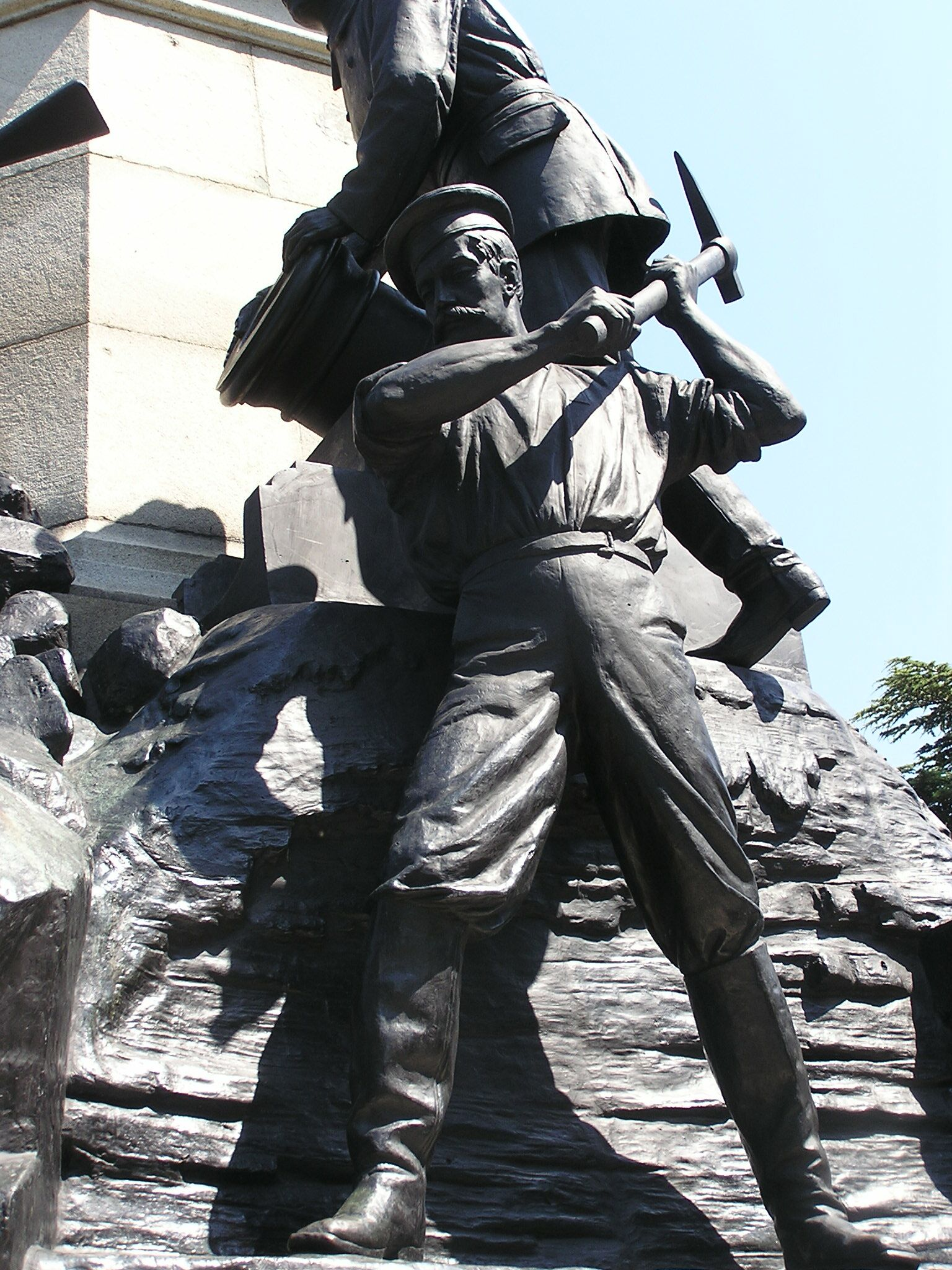
Солдат с киркой, строящий укрепления
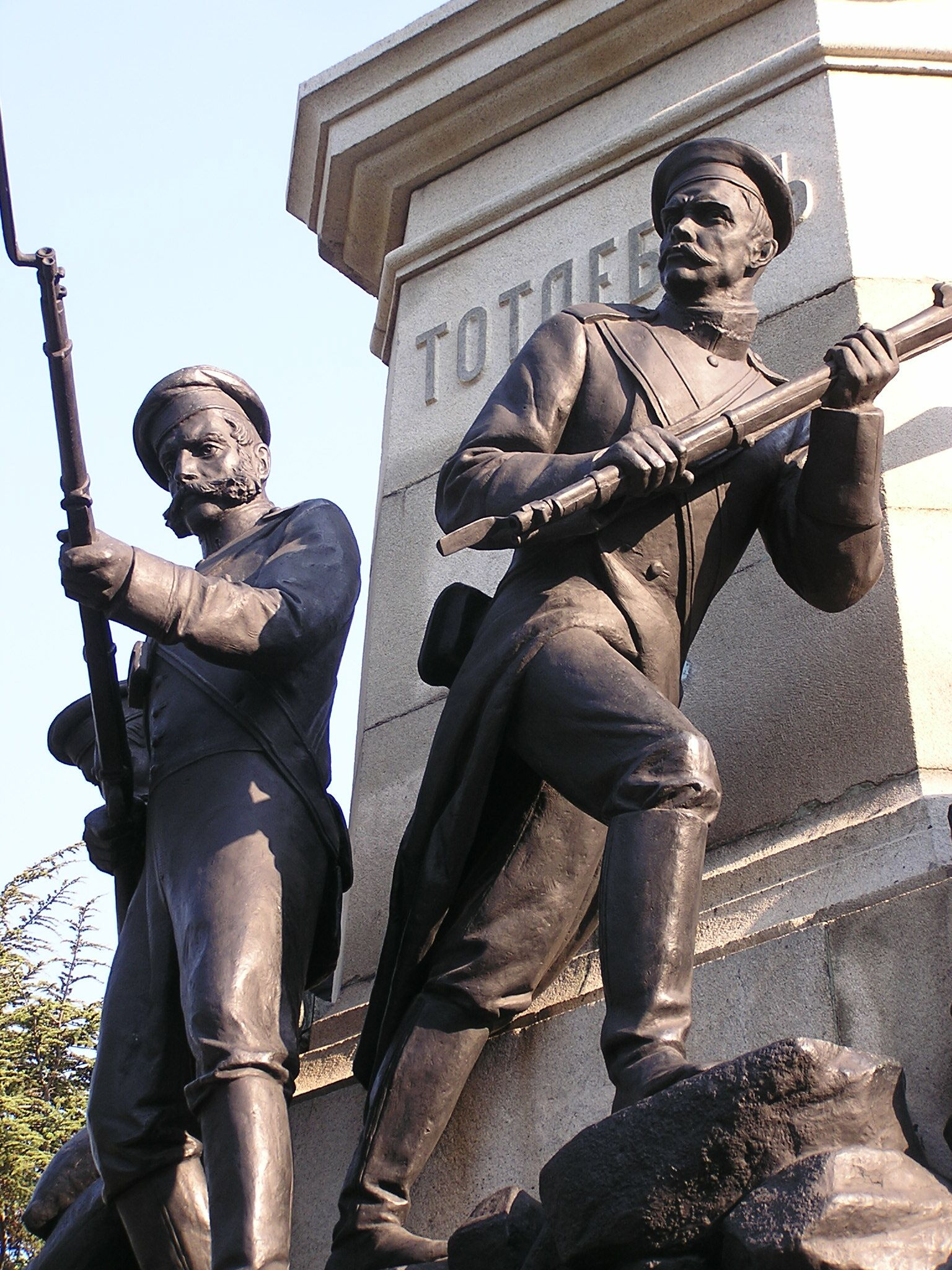
Солдаты, готовые к отражению вражеской атаки
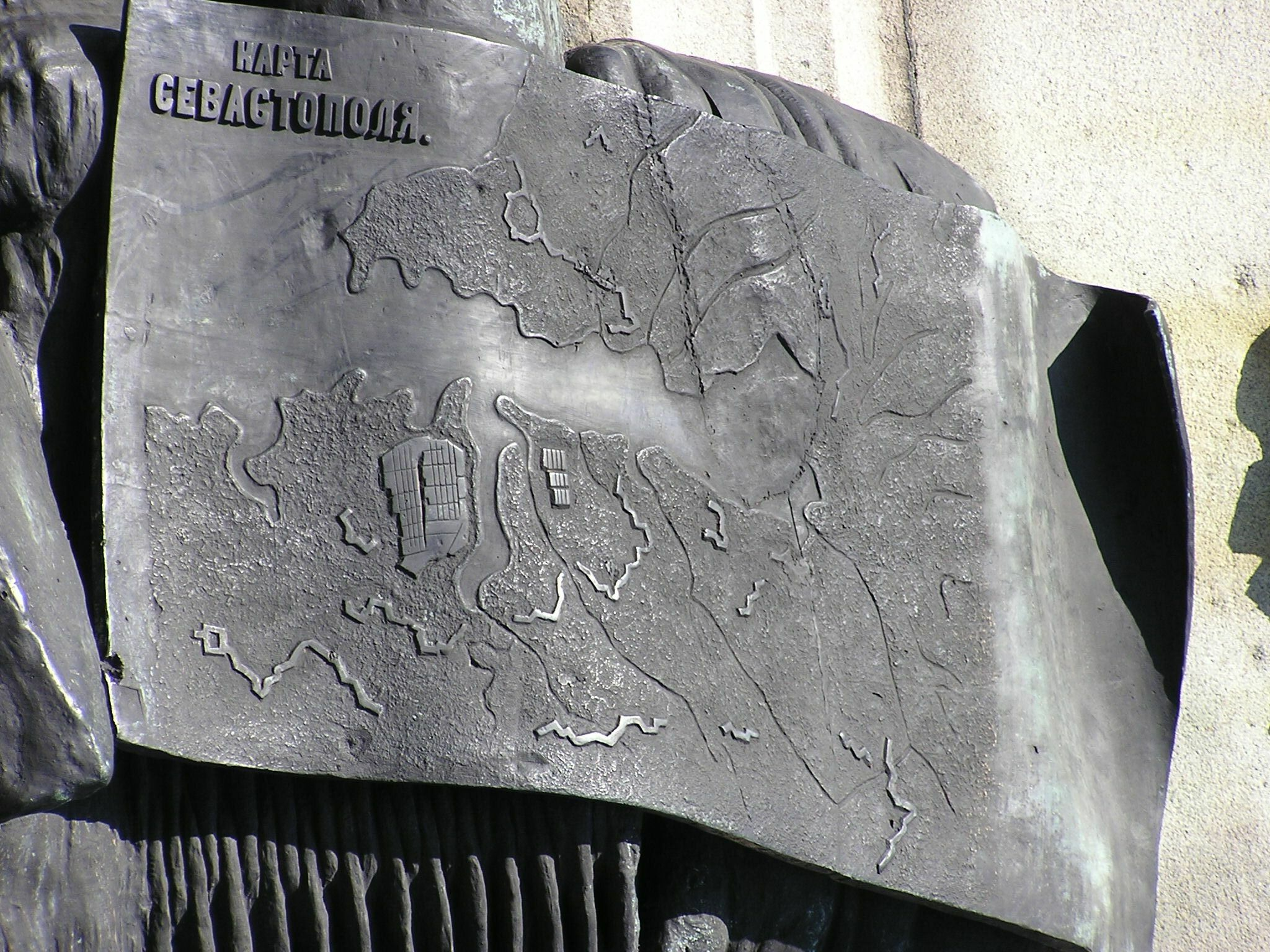
Карта укреплений Севастополя, возведённых по замыслу Э. И. Тотлебена
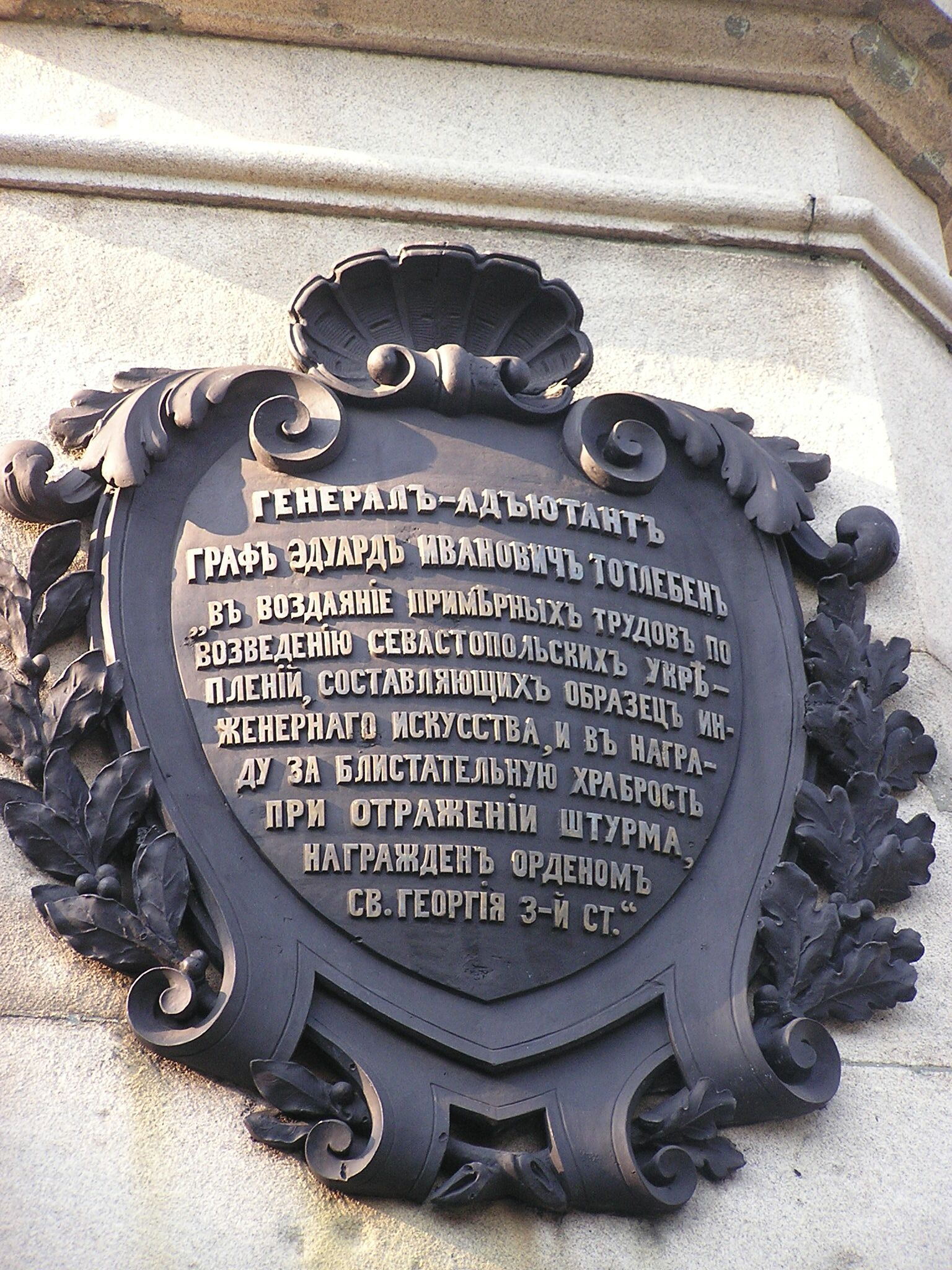
Картуш с указанием деяний и заслуженной награды генерал-адъютанта Э. И. Тотлебена